# La tragedia della miniera
La tragedia della miniera (Kameradschaft) è un film del 1931 diretto da Georg Wilhelm Pabst.
La co-produzione franco-tedesca è famosa per combinare espressionismo e realismo. Il film racconta di un disastro minerario in cui un minatore tedesco salva un minatore francese dal crollo di un tunnel. L'ambientazione è quella di una miniera della Ruhr nella provincia della Lorena, al confine tra Germania e Francia.
Kameradschaft in tedesco significa legame tra soldati o persone che hanno le stesse opinioni e sono amiche. È simile a cameratismo.

## Trama
Dopo la fine della prima guerra mondiale, all'epoca del Trattato di Versailles, una vecchia miniera tedesca viene divisa in due a causa della nuova frontiera. Si decide, quindi, di chiudere la parte della miniera al di là del confine. La tensione tra i due paesi aumenta a causa della recessione e per il fatto che i minatori tedeschi cercano lavoro, ma vengono cacciati per favorire la manovalanza francese.
Nella miniera situata in territorio francese scoppia un incendio: i francesi provano a contenerlo costruendo muri di mattone mentre i tedeschi continuano a lavorare nella loro parte di miniera. Il fuoco, nonostante gli sforzi, sfugge al controllo e provoca un'esplosione che intrappola molti minatori francesi. In questa tragica situazione, Wittkopp chiede ai suoi capi di inviare una squadra di salvataggio.
Prima di uscire dalla città, il capo della squadra tedesca spiega alla moglie che i francesi intrappolati sono padri di famiglia, proprio come lui, e che anche loro sarebbero andati ad aiutarlo, in circostanze simili.
Nel frattempo, un trio di minatori tedeschi sfonda le sbarre d'acciaio che delimitano il confine tracciato nel 1919. Sul versante francese, un vecchio minatore in pensione tenta di entrare per salvare la vita al nipote.
I minatori dimenticano la loro nazionalità e gli screzi e provano a costruire un nuovo cameratismo fondato sulla solidarietà. I tedeschi riescono a salvare i francesi, non senza qualche difficoltà. Dopo la buona riuscita dell'operazione, si organizza una festa in cui vengono pronunciate parole incoraggianti sull'amicizia tra tedeschi e francesi.
Il film mostra una nuova utopica unione tra i minatori, a dispetto degli ostacoli politici e nazionali. Alla fine, ironicamente, i francesi ricostruiscono il confine all'interno della miniera, ripristinando lo status quo ante.

## Accoglienza

### Critica
Il critico cinematografico Daniel Curran disse del film «Un sincero appello per la pace e l'internazionalismo». Proseguì scrivendo «il sogno di Pabst di un futuro di pace è nobile e onesto, la sua regia della tragedia è migliorata dalla brillante cinematografia di Fritz Arno Wagner e Robert Baberske e dalle scenografie spaventosamente realistiche di Erno Metzner e Karl Vollbrecht».
Quando il film arrivò negli Stati Uniti nel 1932, il critico Mordaunt Hall, del The New York Times, dopo aver apprezzato il realismo e la sceneggiatura, scrisse «Kameradschaft è uno dei più eleganti esempi di realismo che sia arrivato sullo schermo... le scene nella miniera sono tanto reali che nessuno penserebbe che sono set... e durante tutto il racconto si percepisce una forza oscura che attraversa tutte le parti della miniera... e tutti i rumori sono stupendamente naturali».

## Riconoscimenti
- National Board of Review: Miglior film straniero; 1932.[3]

## Ispirazione storica
Pabst prese spunto da un fatto storico realmente accaduto, l'Incidente minerario del 1906 in una miniera di Courrières, in Francia, durante il quale l'efficacia delle azioni di soccorso fu ostacolata dalla mancanza di esperienza delle squadre. Per dare supporto, fu chiamata anche una squadra di soccorso composta da esperti francesi e tedeschi dalla Vestfalia. Ci furono 1099 vittime, tra cui anche bambini.